# جردن تامپسون (بازیکن والیبال)
جردن تامپسون (انگلیسی: Jordan Thompson؛ زادهٔ ۵ مهٔ ۱۹۹۷) بازیکن والیبال اهل ایالات متحده آمریکا است.
از باشگاه‌هایی که در آن بازی کرده‌است می‌توان به باشگاه والیبال اجزاجی‌باشی اشاره کرد.